# Helicogermslita valdiviensis
Helicogermslita valdiviensis är en svampart som först beskrevs av Speg., och fick sitt nu gällande namn av Læssøe & Spooner 1994. Helicogermslita valdiviensis ingår i släktet Helicogermslita och familjen kolkärnsvampar.   Inga underarter finns listade i Catalogue of Life.